# Élections cantonales partielles françaises en 2011
Six élections cantonales partielles ont eu lieu en France en 2011.

## Synthèse
| Département        | Canton               | Conseiller sortant  | Parti | Parti | Conseiller élu     | Parti | Parti |
| ------------------ | -------------------- | ------------------- | ----- | ----- | ------------------ | ----- | ----- |
| Hauts-de-Seine     | Levallois-Perret-Sud | Danièle Dussaussois |       | UMP   | Arnaud de Courson  |       | DVD   |
| Bas-Rhin           | Strasbourg-9         | Armand Jung         |       | PS    | Éric Elkouby       |       | PS    |
| Mayotte            | Sada                 | Ibrahim Aboubacar   |       | PS    | Ibrahim Aboubacar  |       | PS    |
| Corrèze            | Corrèze              | Bernadette Chirac   |       | UMP   | Bernadette Chirac  |       | UMP   |
| Creuse             | Aubusson             | Jean-Marie Massias  |       | DVD   | Jean-Marie Massias |       | DVD   |
| Meurthe-et-Moselle | Bayon                | Maurice Villaume    |       | PCF   | Christophe Sonrel  |       | PCF   |

## Résultats

### Canton de Levallois-Perret-Sud,Hauts-de-Seine(92)
À la suite de la démission de la conseillère générale Danièle Dussaussois (UMP), l'élection cantonale partielle s'est déroulée en même temps que le renouvellement de la moitié des conseillers généraux, les 20 et 27 mars 2011. Arnaud de Courson (DVD) a été élu au second tour.
|                | Isabelle Balkany     | UMP            | 2 945  | 37,38  | 3 580  | 44,05  |  |  |  |
|                | Arnaud de Courson    | DVD            | 1 823  | 23,14  | 4 547  | 55,95  |  |  |  |
|                | Jean-Laurent Turbet  | PS             | 1 207  | 15,32  |        |        |  |  |  |
|                | Geoffroy Rondepierre | FN             | 958    | 12,16  |        |        |  |  |  |
|                | Dominique Cloarec    | EÉLV           | 722    | 9,16   |        |        |  |  |  |
|                | Nicolas Codron       | PCF            | 224    | 2,84   |        |        |  |  |  |
|                |                      |                |        |        |        |        |  |  |  |
| Inscrits       | Inscrits             | Inscrits       | 19 536 | 100,00 | 19 536 | 100,00 |  |  |  |
| Abstentions    | Abstentions          | Abstentions    | 11 512 | 58,93  | 10 954 | 56,07  |  |  |  |
| Votants        | Votants              | Votants        | 8 024  | 41,07  | 8 582  | 43,93  |  |  |  |
| Blancs et nuls | Blancs et nuls       | Blancs et nuls | 145    | 0,74   | 455    | 2,33   |  |  |  |
| Exprimés       | Exprimés             | Exprimés       | 7 879  | 40,33  | 8 127  | 41,60  |  |  |  |

### Canton de Strasbourg-9,Bas-Rhin(67)
À la suite de la démission du conseiller général Armand Jung (PS), l'élection cantonale partielle s'est déroulée en même temps que le renouvellement de la moitié des conseillers généraux, les 20 et 27 mars 2011. Éric Elkouby (PS) a été élu au second tour.
|                | Éric Elkouby         | PS             | 1 743  | 35,36  | 3 025  | 59,70  |  |  |  |
|                | Jean-Emmanuel Robert | UMP            | 1 038  | 21,06  | 2 042  | 40,30  |  |  |  |
|                | Dominique Humbert    | FN             | 1 013  | 20,55  |        |        |  |  |  |
|                | Pierre Ozenne        | EÉLV           | 605    | 12,27  |        |        |  |  |  |
|                | Jacques Barthel      | PLD            | 221    | 4,48   |        |        |  |  |  |
|                | Jean-Claude Meyer    | DVG            | 185    | 3,75   |        |        |  |  |  |
|                | Gilles Bramant       | PCF            | 124    | 2,52   |        |        |  |  |  |
|                |                      |                |        |        |        |        |  |  |  |
| Inscrits       | Inscrits             | Inscrits       | 15 207 | 100,00 | 15 207 | 100,00 |  |  |  |
| Abstentions    | Abstentions          | Abstentions    | 10 197 | 67,05  | 9 819  | 64,57  |  |  |  |
| Votants        | Votants              | Votants        | 5 010  | 32,94  | 5 388  | 35,43  |  |  |  |
| Blancs et nuls | Blancs et nuls       | Blancs et nuls | 81     | 0,53   | 321    | 2,11   |  |  |  |
| Exprimés       | Exprimés             | Exprimés       | 4 929  | 32,41  | 5 067  | 33,32  |  |  |  |

### Canton de Sada,Mayotte(976)
Le conseil d'État ayant confirmé, le 30 décembre 2010, l'annulation, par le tribunal administratif de Mamoudzou, de l'élection partielle du 9 août 2009, il est procédé à une nouvelle élection partielle qui se tient en même temps que le renouvellement de la moitié des conseillers généraux le 21 mars 2011. Ibrahim Aboubacar (PS) est réélu au premier tour.
| Candidat       | Candidat           | Étiquette      | Premier tour | Premier tour |
| Candidat       | Candidat           | Étiquette      | Voix         | %            |
| -------------- | ------------------ | -------------- | ------------ | ------------ |
|                | Ibrahim Aboubacar* | PS             | 1 512        | 50,76        |
|                | Soufou Ali         | UMP            | 1 467        | 49,24        |
|                |                    |                |              |              |
| Inscrits       | Inscrits           | Inscrits       | 4 696        | 100,00       |
| Abstentions    | Abstentions        | Abstentions    | 1 666        | 35,48        |
| Votants        | Votants            | Votants        | 3 030        | 64,52        |
| Blancs et nuls | Blancs et nuls     | Blancs et nuls | 51           | 1,68         |
| Exprimés       | Exprimés           | Exprimés       | 2 979        | 98,32        |
| * sortant      |                    |                |              |              |

### Canton de Corrèze,Corrèze(19)
L'élection de la conseillère générale sortante, Bernadette Chirac (UMP), élue dès le premier tour à une voix près lors des élections cantonales de 2011, ayant été invalidée, une élection cantonale partielle est organisée le 25 septembre 2011. Bernadette Chirac (UMP) est réélue au premier tour.
|                | Bernadette Chirac*      | UMP            | 1 153 | 60,81  |  |  |
|                | Rémy Runfola            | PS             | 392   | 20,67  |  |  |
|                | Sylvain Roch            | PCF            | 228   | 12,02  |  |  |
|                | Muriel Padovani-Lorioux | EÉLV           | 62    | 3,27   |  |  |
|                | Zoran Rioucourt         | FN             | 61    | 3,22   |  |  |
|                |                         |                |       |        |  |  |
| Inscrits       | Inscrits                | Inscrits       | 2 941 | 100,00 |  |  |
| Abstentions    | Abstentions             | Abstentions    | 994   | 33,80  |  |  |
| Votants        | Votants                 | Votants        | 1 947 | 66,20  |  |  |
| Blancs et nuls | Blancs et nuls          | Blancs et nuls | 51    | 1,73   |  |  |
| Exprimés       | Exprimés                | Exprimés       | 1 896 | 64,47  |  |  |
| * sortant      |                         |                |       |        |  |  |

### Canton d'Aubusson,Creuse(23)
À la suite de la démission du conseiller général sortant, Jean-Marie Massias (DVD), son élection du 21 mars 2011 ayant été remportée à une voix près, une élection cantonale partielle est organisée le 25 septembre 2011. Jean-Marie Massias (DVD) est réélu au premier tour. 
|                | Jean-Marie Massias* | DVD            | 1 643 | 55,85  |  |  |
|                | Michel Moine        | PS             | 1 299 | 44,15  |  |  |
|                |                     |                |       |        |  |  |
| Inscrits       | Inscrits            | Inscrits       | 5 079 | 100,00 |  |  |
| Abstentions    | Abstentions         | Abstentions    | 1 995 | 39,28  |  |  |
| Votants        | Votants             | Votants        | 3 084 | 60,72  |  |  |
| Blancs et nuls | Blancs et nuls      | Blancs et nuls | 142   | 2,80   |  |  |
| Exprimés       | Exprimés            | Exprimés       | 2 942 | 57,92  |  |  |
| * sortant      |                     |                |       |        |  |  |

### Canton de Bayon,Meurthe-et-Moselle(54)
À la suite du décès du conseiller général et maire de Damelevières, Maurice Villaume (PCF), et de la démission de sa suppléante, Évelyne Mathis, une élection cantonale partielle est organisée les 4 et 11 décembre 2011. Christophe Sonrel (PCF) est élu au second tour.
|                | Christophe Sonrel | FG (PCF)       | 1 507  | 42,50  | 1 925  | 60,33  |  |  |  |
|                | Philippe Daniel   | DVD            | 897    | 25,30  | 1 266  | 39,67  |  |  |  |
|                | Jean Renaud       | PS-EELV        | 760    | 21,43  |        |        |  |  |  |
|                | Pascal Bauche     | FN             | 382    | 10,77  |        |        |  |  |  |
|                |                   |                |        |        |        |        |  |  |  |
| Inscrits       | Inscrits          | Inscrits       | 10 048 | 100,00 | 10 045 | 100,00 |  |  |  |
| Abstentions    | Abstentions       | Abstentions    | 6 436  | 64,05  | 6 762  | 67,32  |  |  |  |
| Votants        | Votants           | Votants        | 3 612  | 35,95  | 3 283  | 32,68  |  |  |  |
| Blancs et nuls | Blancs et nuls    | Blancs et nuls | 66     | 0,66   | 92     | 0,92   |  |  |  |
| Exprimés       | Exprimés          | Exprimés       | 3 546  | 35,29  | 3 191  | 31,77  |  |  |  |